# آزادی نوک پستان (فیلم)
آزادی پستان (به انگلیسی: Free the Nipple) نام یک فیلم مستقل آمریکایی در ژانر کمدی-درام به کارگردانی لینا اسکو و نویسندگی هانتر ریچاردز است که به سال ۲۰۱۴ عرضه شد. لینا اسکو، جنبش آزادی پستان را پس از آنکه به وی اجازه نمایش فیلمش را نداند، آغاز نمود. این جنبش، تابوهای مرتبط با نمایش پستان‌های زنان در انظار عمومی را هدف قرار داده و اسکو با ساخت این فیلم قصد داشت توجه عموم را به برابری جنسیتی جلب و بحث بها دادن به خشونت و پنهان‌کاری جنسی در آمریکا را بر زبان‌ها بیندازد. این جنبش، از تساوی بدنی مردان و زنان پشتیبانی می‌کند و قصد آن دارد با قوانین کهنه علیه زنان که سبب می‌شوند بدن ایشان نادیده انگاشته شود، مبارزه کند. در این فیلم افرادی چون کیسی لبو، مونیک کلمن، زاچ گرنیر، لینا اسکو، لولا کریک و گریفین نیومن ایفای نقش کرده‌اند. زمانی که این فیلم در پس‌تولید قرار داشت، در فوریه ۲۰۱۴ توسط دبلیوتی‌فیلمز که مقرش در پاریس واقع است، به روی پرده‌های سینماها رفت.

## پی‌رنگ
گروهی از زنان مشتاق به رهبری لولا کریک جنبشی به نام «آزادی پستان» را برای جرم‌زدایی از بی‌بالاپوشی زنان به راه می‌اندازند. این فیلم که برپایه وقایع حقیقی پشتیبانی شده توسط متمم اول قانون اساسی ایالات متحده آمریکا ساخته شده، گروهی از وکلا، هنرمندان گرافیتی و هنرمندان خیابانی را نشان می‌دهد که در نیویورک در حال تظاهرات برای مقابله با سانسور جنسیتی و در پشتیبانی از تساوی جنسیتی هستند.

## بازیگران
- کیسی لبو در نقش کالی
- مونیک کلمن در نقش رز
- زاچ گرنیر در نقش جیم بلک
- لینا اسکو در نقش ویث
- لولا کریک در نقش لیو
- مایکل پنس در نقش وکیل
- جان کیتینگ در نقش کیلو
- گریفین نیومن در نقش اورسون
- لی کیلپتریک در نقش الی
- جن پونتون در نقش چارلی
- لیز چادی در نقش بلاگر لیز
- سارابث استرولر در نقش پی‌پی

## پشتیبانی
مایلی سایرس که با اسکو در فیلم لول همکاری کرده بود، به منظور پشتیبانی از این فیمل و حقوق زنان پیش‌گام شد و پستانش را در ملأ عام به نمایش گذاشت. اسکو و فیلمش توسط رومر ویلیس، نیکو تورتورلا، لیدیا هرست، گیلس متهی، کارا دلوین و راسل سیمونز مورد پشتیبانی قرار گرفته‌اند.

## عرضه
این فیلم توسط آی‌اف‌سی فیلمز ساخته و توسط همین کمپانی در آمریکای شمالی عرضه شد.